# Berlin Altglienicke
Berlin-Altglienicke – przystanek kolejowy w Berlinie, w Niemczech. Posiada 1 peron. Zatrzymują się tu pociągi S-Bahn.